# Червара (Асколи Пичено)
Червара (итал. Cervara) насеље је у Италији у округу Асколи Пичено, региону Марке.
Према процени из 2011. у насељу је живело 15 становника. Насеље се налази на надморској висини од 774 м.